# Кавапу
Кавапу (англ. Cavapoo) — порода собак, представляющая собой помесь кавалер-кинг-чарльз-спаниеля и миниатюрного пуделя. Считается, что кавапу был выведен заводчиками в Австралии в 1950-х годах как собака-компаньон с чертами, схожими с кокапу, но меньшего размера.

## Характер
Эта порода хорошо известна своим добрым, ласковым, чувствительным и спокойным характером, что делает их идеальными для дрессировки. На первый взгляд они очень любвеобильные и застенчивые. Кавапу тяжело переносят одиночество. Из-за их хорошего поведения люди выбирают их в качестве домашних собак.

## Внешний вид
Кавапу имеют в себе сочетание черт обеих родительских пород. Хотя эти собаки отличаются небольшими размерами, они могут иметь разнообразную шерсть: пушистую, шерстяную или шелковистую, а также волнистую или с густыми тяжёлыми завитками. Окрас шерсти может быть самым разнообразным: белым, кремовым, золотистым, красным, коричневым, чёрным и шоколадным, с белыми отметинами или без них. Кроме того, они могут быть трёхцветными или двухцветными. Некоторые кавапу могут унаследовать от своих предков-пуделей гены выцветания окраса, что приводит к постепенному изменению цвета шерсти с течением времени.
Взрослые кавапу могут достигать 12-14 дюймов (30-35 см) в высоту, но могут быть и меньше, и крупнее. Их вес в основном составляет от 12 до 25 фунтов (от 5 до 11 кг). Они перестают расти, когда им исполняется около 8 месяцев, и достигают взрослого размера в возрасте 12-18 месяцев.